# 삼성 갤럭시 A52 5G
삼성 갤럭시 A52 5G(영어: Samsung Galaxy A52 5G)은 삼성 갤럭시 A 시리즈의 2021년 모델이며, 지문인식, 삼성 페이 등이 탑재된 모델이다.